# 459 Signe
A 459 Signe (ideiglenes jelöléssel 1900 FM) a Naprendszer kisbolygóövében található aszteroida. Maximilian Franz Joseph Cornelius Wolf fedezte fel 1900. október 22-én.